# لازا كوستيك
لازار كوستيك (بالانجليزية: Lazar Kostić) () (12 فبراير عام 1841 - 27 نوفمبر عام 1910) شاعر وكاتب نثر ومحامي وباحث في فلسفة الجمال وصحفي وخبير في القانون الدولي وسياسي، وهو يعتبر من أعظم عقول الأدب الصربي. كتب كوستيك حوالي 150 أنشودة و 20 قصيدة ملحمية وثلاث أعمال مسرحية ودراسة بحثية واحدة، إلى جانب عدد من المقالات والقصص القصيرة والمدونات. روج كوستيك لدراسة الأدب الإنجليزي إذ يُعتبر – بالتعاون مع يوفان أندرييفيتش-يوليس، من أوائل الذين بدأوا الترجمة المنهجية لأعمال ويليام شكسبير إلى اللغة الصربية. كتب كوستيك أيضًا مقدمة لأعمال شكسبير في الثقافة الصربية.

## الشعر والنثر
في أعماله الشعرية، غالبًا ما تطرق كوستيك إلى الموضوعات العالمية والاهتمامات الإنسانية وخاصةً العلاقة بين الإنسان والله والمجتمع والأفراد. ساهم كوستيك في خلق الابتكارات الجديدة من الناحية الأسلوبية واللغوية، حيث كان يجرب الكتابة بحرية، وغالبًا على حساب الوضوح. تُعد أعماله أقرب إلى الرومانسية الأوروبية من أي شاعر صربي آخر في عصره. حاول كوستيك، لكن دون جدوى، في العديد من المقالات النظرية غير المكتملة أن يجمع بين عناصر الأغنية الشعبية الأصلية وعناصر الرومانسية الأوروبية. يمكن أن يُعزى فشله هذا إلى الطبيعة المتقدمة لشعره، بالإضافة إلى أفكار عصره وغرابة تفكيره.
من مسرحيات كوستيك: يمثل اسكندر-بي كرنويفيتش (1863) أول محاولة لتصوير قصيدة ملحمية ضمن عمل مسرحي. يتناول موضوع مسرحية بيرا سيجيديناك (1875) نضال الصرب من أجل حقوقهم في الإمبراطورية النمساوية المجرية، في حين لم تتلق مسرحيته غوردانا (1890) الكثير من الثناء.
اشتُهر كوستيك بكونه شخصية مثيرة للجدل؛ فقد كان أكثر شهرة مما كان مفهومًا في شبابه وأصبح أقل شعبية بعد تقدمه في العمر، ولم يحقق شهرة حقيقية إلا بعد وفاته. أما اليوم، فمن الشائع القول بأن كوستيك هو مؤسس الشعر الصربي الحديث.

## ترجمة الأعمال إلى الإنجليزية
في سن الثامنة عشرة، في عام 1859، تولى كوستيك مهمة ترجمة أعمال ويليام شكسبير. بحث كوستيك ونشر أعمالًا عن شكسبير لمدة 50 عامًا تقريبًا.
اعتبرت المثل الثقافية التي دفعت كوستيك إلى ترجمة مسرحية روميو وجولييت إلى الصربية جزءًا من الإحياء الأدبي الصربي الذي نشأ مع ديميتري أوبرادوفيتش في القرن الثامن عشر. في ذلك الوقت، نشأ المسرح في أعقاب حملة الشعب الصربي من أجل الاستقلال الوطني في أواخر القرن الثامن عشر. خلال خمسينيات القرن التاسع عشر وسنوات ما بين الحربين، بذل كوستيك ومعاونه أندريفيتش جهودًا عظيمة لتقديم أعمال شكسبير للجمهور الصربي.
حاول التقريب فيما بين ثقافات البلقان والعصور الكلاسيكية القديمة، إلى جانب محاولة ترجمة هوميروس إلى الديكامتر الملحمي الصربي. قام بترجمة أعمال العديد من المؤلفين الأجانب الآخرين، ولا سيما هاينريش هاينه وهاينريش ديرنبورغ ورواية آخر أيام بومبي لإدوارد بولوير لايتون، بالإضافة إلى أعمال الشاعر المجري جوزيف كيس.
اعتقد جميع المفكرين الصرب في تلك الفترة أن مصير بلدهم مرتبط بمصير لغتهم الأصلية، لذا عزموا على التحدث على نطاق واسع في جميع أنحاء الإمبراطوريتين الأجنبيتين. نصت هذه الفرضية على ترجمة كوستيك لمسرحية روميو وجولييت. تم طرح الترجمة الصربية لمسرحية ريتشارد الثالث بعد الجهد المشترك لكوستيك وصديقه، الطبيب والمؤلف يوفان أندرييفيتش-يوليس. شارك أندريفيتش أيضًا في تأسيس مسرح نوفي ساد الوطني الصربي في عام 1861. تزامن عرض مسرحية ريتشارد الثالث (1864) في مسرح نوفي ساد مع الذكرى السنوية 300 لميلاد شكسبير؛ ولهذه المناسبة، قام كوستيك بتعديل مشهدين من مسرحية ريتشارد الثالث باستخدام الركن الشعري للقصيدة اليامبية لأول مرة. تم تنظيم عرض مسرحية ريتشارد الثالث في صربيا وإخراجها من قِبَل كوستيك نفسه. في وقت لاحق، قام أيضًا بترجمة مسرحية هاملت، لكن عمله هذا قد قوبل بالنقد من قِبَل الناقد الأدبي البارز بوجدان بوبوفيتش.
تعبر ترجمة كوستيك للقطعة الرابعة عشر من كانتو بايرون الثالث لمسرحية دون جوان عن نصيحة بايرون للمتمردين اليونانيين:
لا تعطي ثقتك أبدًا للفرنجة –
فملكهم سهل البيع والشراء
في السيوف والرتب الأصلية
حيث وحده أمل الشجاعة،
لكن القوة التركية والنهب اللاتيني
سوف يحطمان درعك مهما كان ضخمًا.